# Andy Curtis
Andrew Curtis (sinh ngày 2 tháng 12 năm 1972) là một cựu cầu thủ bóng đá người Anh thi đấu ở vị trí tiền vệ chạy cánh ở Football League cho York City, Peterborough United và Scarborough, và ở bóng đá non-league cho Kettering Town và Scarborough.